# اینداستریال راک
اینداستریال راک (به انگلیسی: Industrial rock) ژانر موسیقی است که از تلفیق موسیقی اینداستریال و چند زیر شاخه خاص موسیقی راک به وجود آمده است.تلفیق اولیه موسیقی اینداستریال و راک توسط گروه‌های ماهر پست-پانک مانند کروم، کیلینگ جوک، سوانز و بیگ بلک صورت گرفت.

## سبک موسیقی
هنرمندان موسیقی اینداستریال عموماً از سازهای معمول موسیقی راک مانند گیتار الکتریک،درامز و بیس استفاده می‌کنند و آن را با زمینه نویز سفید و دنده‌های موسیقی الکترونیک(سینتی‌سایزر،ماشین درام و ...) همراه می‌کنند.صدای گیتار یا با دیستورشن بالا همراه خواهد بود یا با پدها و یونیت‌های افکت روی آن کار می‌شود.گیتار بیس و درامز ممکن است که به صورت زنده ضبط شود یا آن هم با کامپیوتر و صدای الکترونیک جایگزین گردد.
اینداستریال راک الهام گرفته از صدای ماشینی و صنعتی است.این گونه موسیقی توسط بعضی از هنرمندان اوایل دهه ۸۰ که به صورت گسترده از سازهای کوبه‌ای متال استفاده می‌کردند بسط و گسترش پیدا کرد.